# Efecto (canción)
«Efecto» es una canción del cantante puertorriqueño Bad Bunny. Fue lanzado el 6 de mayo de 2022 por Rimas Entertainment como la décima pista del quinto álbum de estudio de Bad Bunny Un verano sin ti (2022).

## Promoción y lanzamiento
El 2 de mayo de 2022, Bad Bunny anunció su quinto álbum de estudio, Un verano sin ti, en el que «Efecto» se ubica en el número diez de la lista de canciones. El 6 de mayo de 2022, la canción fue lanzada junto con el resto de todos los sencillos de Un verano sin ti a través de Rimas Entertainment.

## Desempeño comercial
Junto con el resto de las pistas de Un verano sin ti, «Efecto» se ubicó en el Billboard Hot 100, alcanzando el puesto 34. También se desempeñó bien en el Billboard Global 200 junto con las otras pistas del álbum, ubicándose en el número 7. En la lista Hot Latin Songs, la pista alcanzó el puesto número 4.

## Posicionamiento en listas
| Listas (2022)                              | Mejor posición |
| ------------------------------------------ | -------------- |
| Argentina Hot 100 (Billboard)              | 15             |
| Bolivia Songs (Billboard)                  | 3              |
| Chile Songs (Billboard)                    | 3              |
| Colombia Songs (Billboard)                 | 4              |
| Ecuador Songs (Billboard)                  | 3              |
| Estados Unidos (Billboard Hot 100)         | 34             |
| Estados Unidos Hot Latin Songs (Billboard) | 4              |
| España (Promusicae)                        | 11             |
| Global 200 (Billboard)                     | 7              |
| Mexico Songs (Billboard)                   | 3              |
| Peru Songs (Billboard)                     | 2              |

## Certificaciones
| País   | Organismo certificador | Certificación | Ventas certificadas | Ref.   |
| ------ | ---------------------- | ------------- | ------------------- | ------ |
| España | PROMUSICAE             | Platino       | 60 000              | [ 18 ] |